# Teremky
Teremky (ukrajinsky Теремки) je území, městská čtvrť dnes již sídliště ukrajinské metropole, která se nachází na pravém břehu Dněpru v Holosijivském rajónu. Sídliště se nachází okolo silničního okruhu a dělí se na Teremky-I, které se nachází na jih od silničního okruhu u ulice Oděsské, Teremky-II, které se nachází na sever od silničního okruhu a hraničí se čtvrtí Holosijiv a Teremky-III, což je nové rozestavěné sídliště nacházející se na jich od silničního okruhu a sousedí s Teremky-I.
Osada zde vznikla v roce 1198 a na území se pěstovalo konopí. V 70. letech zde byl vybudován Institut kybernetiky akademie věd Ukrajiny. Pro zaměstnance institutu se zde rozhodlo vybudovat sídliště a propojit dané sídliště s centrem pomocí metra. Na území čtvrti se nachází Národní komplex Expocenter Ukrajiny a Kyjevské dostihové závodiště.
Čtvrť obsluhují trolejbusy, autobusy a metro, na území čtvrtě se nachází dvě stanice metra a to Ipodrom a Teremky.